# Kricogonia
Genre
Le genre Kricogonia regroupe des lépidoptères (papillons) de la famille des Pieridae et de la sous-famille des Coliadinae.

## Dénomination
Tryon Reakirt les a nommés Kricogonia en 1863.
Il ne comporte que 2 ou 3 espèces suivant que l'on considère ou non Kricogonia castalia comme une sous-espèce de Kricogonia lyside.

## Liste des espèces
- Kricogonia cabrerai Ramsden, 1920, présent à Cuba.
- Kricogonia lyside (Godart, 1819) dans le sud des USA, au Mexique, Guatemala, Nicaragua, Venezuela et aux Antilles (Haïti, Jamaïque, Cuba, République dominicaine)[1].
- Kricogonia castalia (Fabricius, 1793) ou Kricogonia lyside castalia[2].